# Erlauf
Pour les articles homonymes, voir Erlauf (homonymie).
Erlauf est une commune autrichienne du district de Melk en Basse-Autriche.